# Гута-Блищанівська
Гута-Блищанівська — мертве село в Україні, в Дунаєвецькій міській громаді Кам'янець-Подільського району Хмельницької області.

## Назва
Свою назву бере від промислу, який став початком поселення. З давніх часів у значенні «гути» малась на увазі піч для виробництва скла, рідше — солеварня, цукровий завод чи інша мануфактура.

## Географія
Село Гута-Блищанівська розташоване в долині річки Тернава на Подільській височині в південно-західній частині України.

### Клімат
Гута-Блищанівська перебуває в межах вологого континентального клімату з теплим літом. Внаслідок відсутності людей природа повертає своє, пагорби засіюються самонасадження, поступово відновлюються екосистеми та лісові насадження.

## Історія
Село відоме водяним млином, яким у ХІХ столітті вододіли Маковецькі.
У 1986 році млин став декорацією під час зйомок фільму Григорія Кохана «Циганка Аза».
17 липня 2020 року, в результаті адміністративно-територіальної реформи та ліквідації Дунаєвецького району, село увійшло до складу Кам'янець-Подільського району.
У селі ніхто не проживає, але через те, що у зареєстрованих господарствах є спадкоємці, такі села не зникають з карти та офіційних документів.

## Населення
Постійне населення відсутнє.

### Мова
У селі були поширені західно- та південноподільська говірки, що відносяться до подільського говору, який належить до південно-західного наріччя.

## Світлини

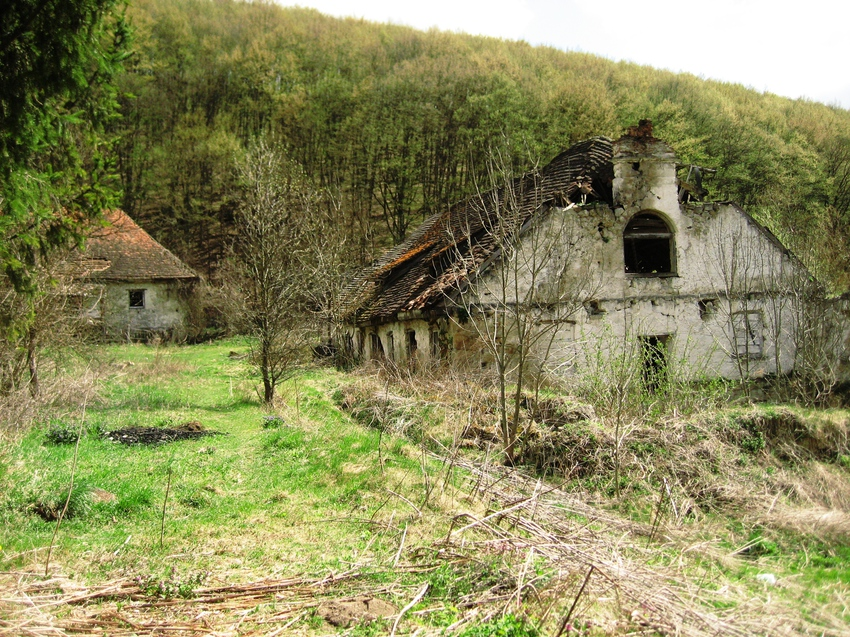
Гута-Блищанівська млин
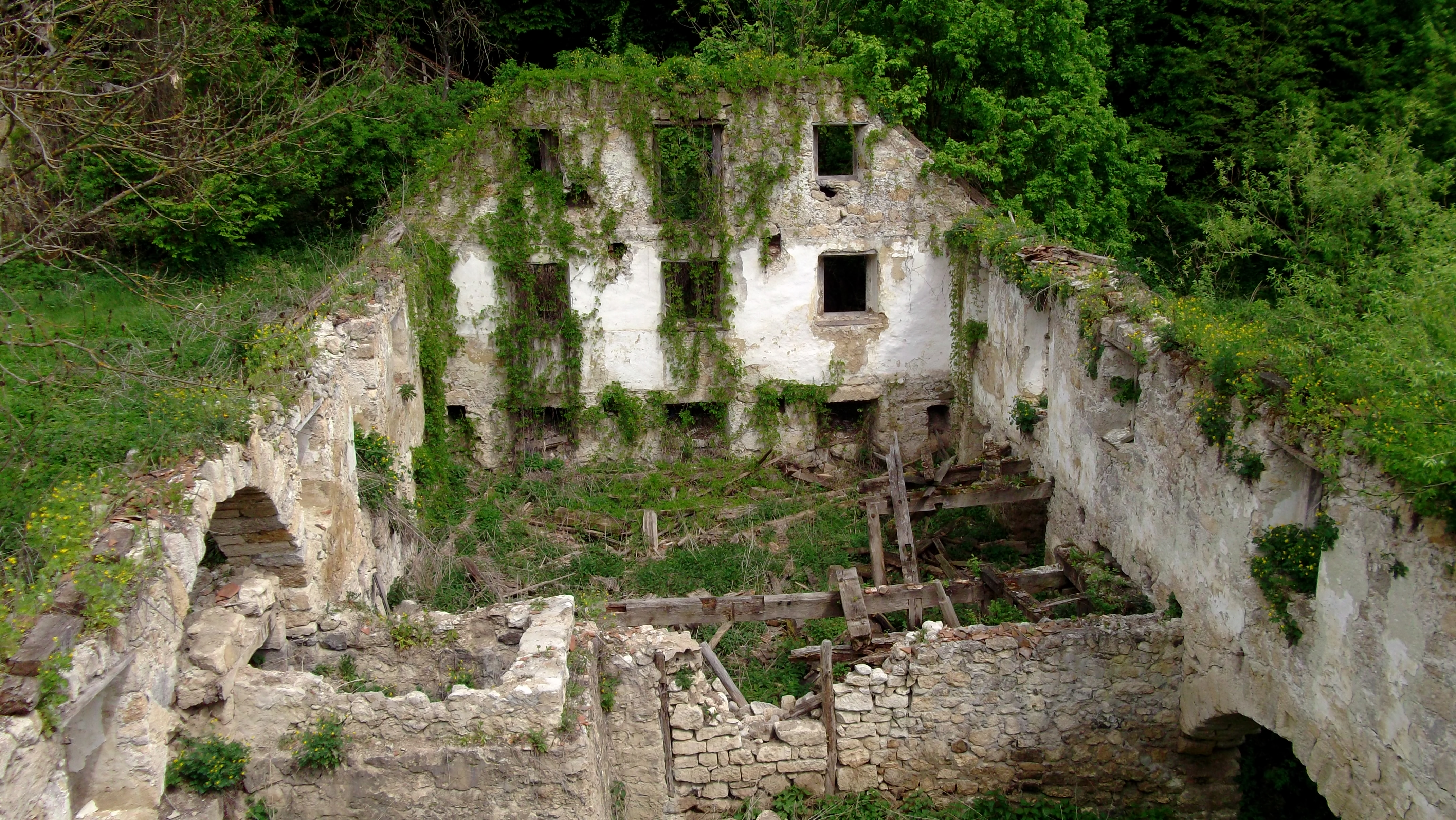
Руїни водяного млина 10.05.2014
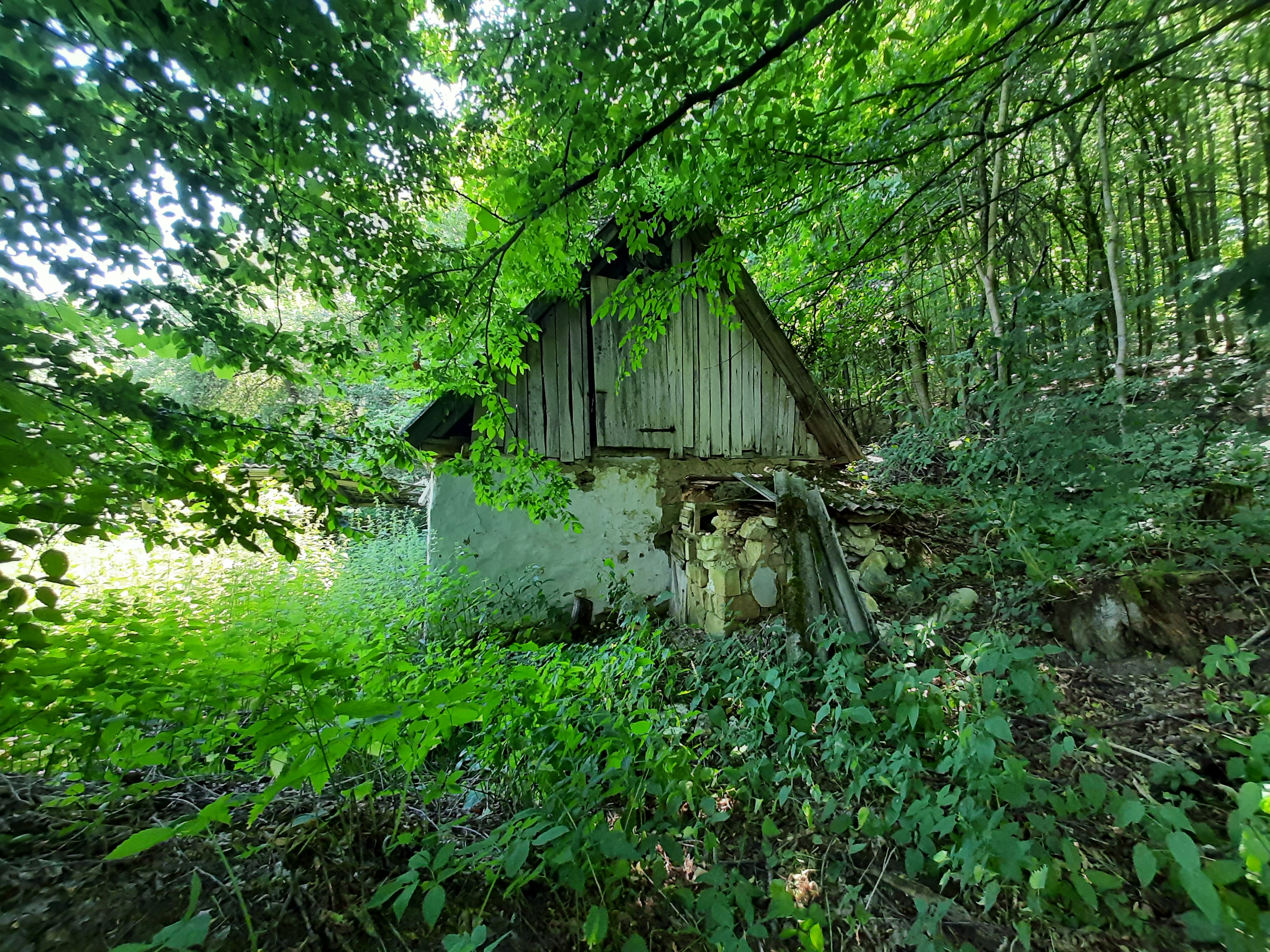
Покинута хата
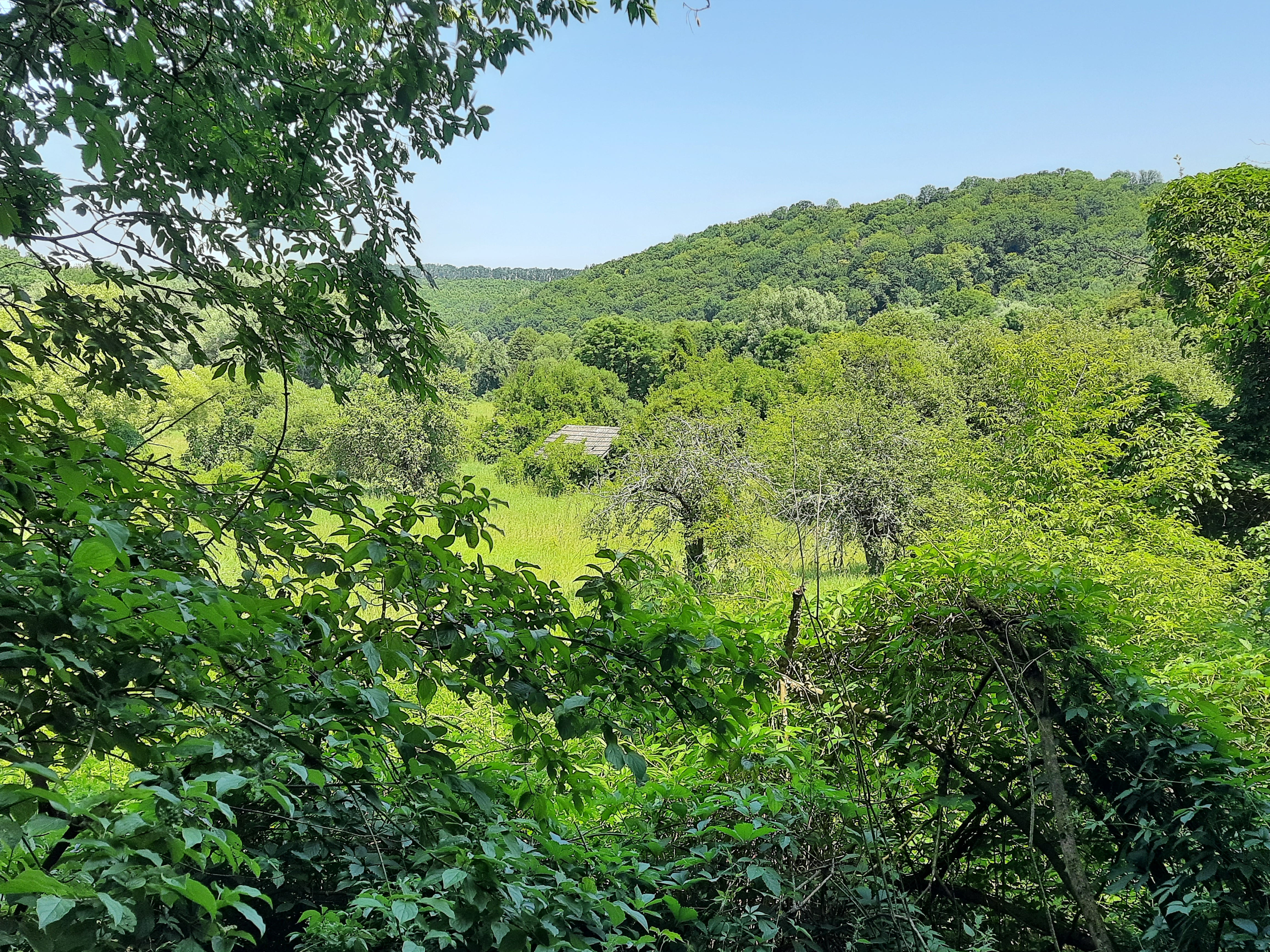
Сільський краєвид
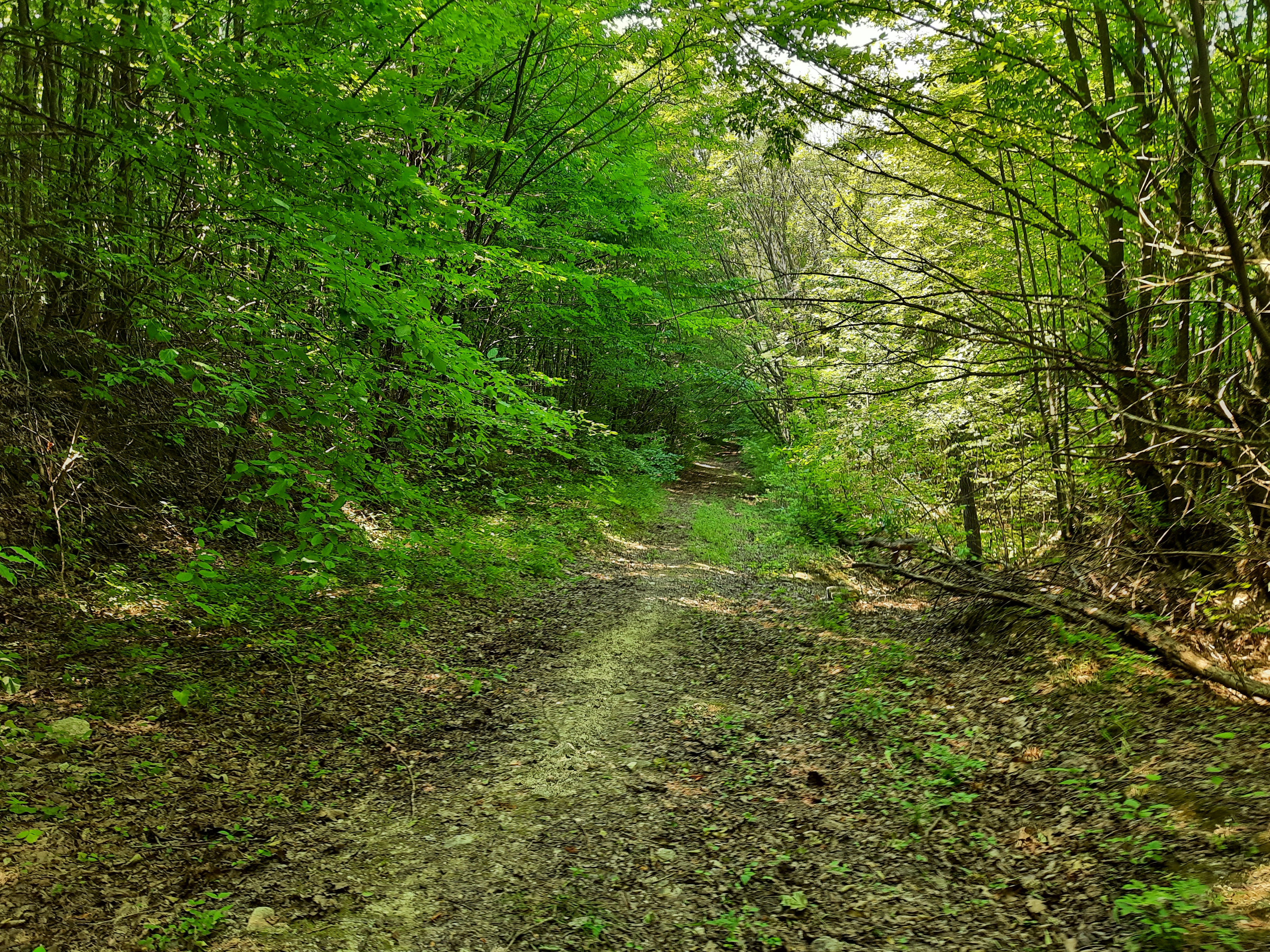
Сільська вулиця